# Crujiente de manzana

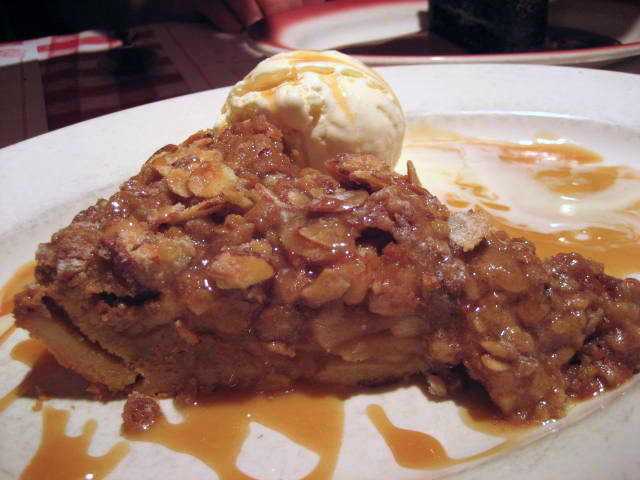
Crujiente de manzana con helado de vainilla.

El crujiente de manzana, llamado apple crisp en los Estados Unidos y apple crumble en el Reino Unido, es un postre consistente en manzanas al horno cubiertas con una corteza crujiente. Los ingredientes suelen incluir manzanas cocidas, mantequilla, azúcar, harina, canela y a menudo avena y azúcar moreno, jengibre o nuez moscada. Las manzanas pueden sustituirse por muchos tipos diferentes de fruta, como melocotones, frutas del bosque, peras, (etc). Una de las variantes más comunes es el crujiente de manzana y ruibarbo, dando éste un contraste agrio.

## Historia
El crujiente de manzana es una invención relativamente nueva. Destaca su ausencia de la primera edición del Fannie Farmer Cookbook (1896), que es una compilación exhaustiva de recetas estadounidenses. La primera referencia impresa al crujiente de manzana es de 1921, con una receta en el Everybody's Cook Book: A Comprehensive Manual of Home Cookery. El mismo año también aparece en un artículo del Appleton Post Crescent. A pesar de esta juventud, el crujiente de manzana se ha convertido en una tradición estadounidense y británica, especialmente en otoño, cuando abundan las manzanas.

## Variantes
Hay varios postres que emplean manzanas con coberturas dulces, pero ninguno de ellos es idéntico al crujiente de manzana:
- Brown Betty de manzana (o budín de manzana): consiste en capas alternas de manzana y miga de pan o crackers con mantequilla y azúcar, a menudo con una salsa.
- Cobbler de manzana (también conocido como apple slump, apple grunt y apple pandowdy): es una antigua receta en la que manzanas al horno se cubren con un rebozado parecido a una galleta (drop scone) hecho con harina, leche, mantequilla y agentes gasificantes. La cobertura se pone sobre las manzanas en terrones, que tiene una apariencia ‘adoquinada’ (cobbled, de aquí el nombre).
- Apple crumble: un postre británico parecido al apple crisp estadounidense que surgió a raíz del racionamiento de la Segunda Guerra Mundial. La cobertura se hace con mantequilla, harina y azúcar moreno amasadas, de forma que recuerda a miga de pan. Debe tenerse cuidado de equilibrar las cantidades de crumble y fruta, o el primero puede filtrarse y estropear la corteza. El crumble se sirve tradicionalmente con crema pastelera o actualmente con helado.

Por último, el Eve's pudding es un postre británico consistente esencialmente en un bizcochuelo sobre manzanas. El nombre procede de la referencia bíblica a Eva y la manzana en el Jardín del Edén.